# 1 E4 m²
Za lažje predstavljanje različnih velikosti površin je tu seznam površin med 10.000 m² (1 hektar) in 100.000 m² (10 hektarov). Glejte tudi področja drugih redov velikosti.
- površine, manjše od 10 tisoč m²
- 1 hektar je enak kot:
  - 100 arov
  - 108.000 kvadratnih čevljev
  - 2,5 akra
- 1,2 ha -- površina Ivarčkega jezera
- 2,68 hektara -- površina potniških palub ladje RMS Queen Mary 2
- 3,2 hektara -- Westminstrska palača
- 4 hektari -- Fort Severn, prvi kampus Pomorske akademije ZDA
- 5,5 hektarov -- osnova Keopsove piramide
- površine, večje od 0,1 km²